# Черковна (язовир)
Вижте пояснителната страница за други значения на Черковна.
Черковна е язовир с площ от 0,57 км2, разположен в община Търговище, област Търговище, България. Намира се в землището на село Черковна, на около 4 километра южно от селото. Водите му се оттичат във Вардунското дере.
През 2009 година, в предаването „Темата на Нова“ по Нова телевизия, за незаконно отнемане на язовира е обвинен общинския съветник и областен лидер на ДПС Хамди Мехмедов Илиязов. През 2010 година Районният съд в Търговище му налага глоба от 700 лв. по делото, свързано с построената на язовира вила с барбекю.